# Прибережні ліси та рідколісся Мапуталенду
Прибережні ліси та рідколісся Мапуталенду або Мозаїка прибережних лісів Мапуталенду (ідентифікатор WWF: AT0119) — афротропічний екорегіон тропічних та субтропічних вологих широколистяних лісів, розташований у Південній Африці. Регіон є частиною поясу прибережних лісів, що простягаються вздовж східного узбережжя Африки від Сомалі на південь до ПАР.

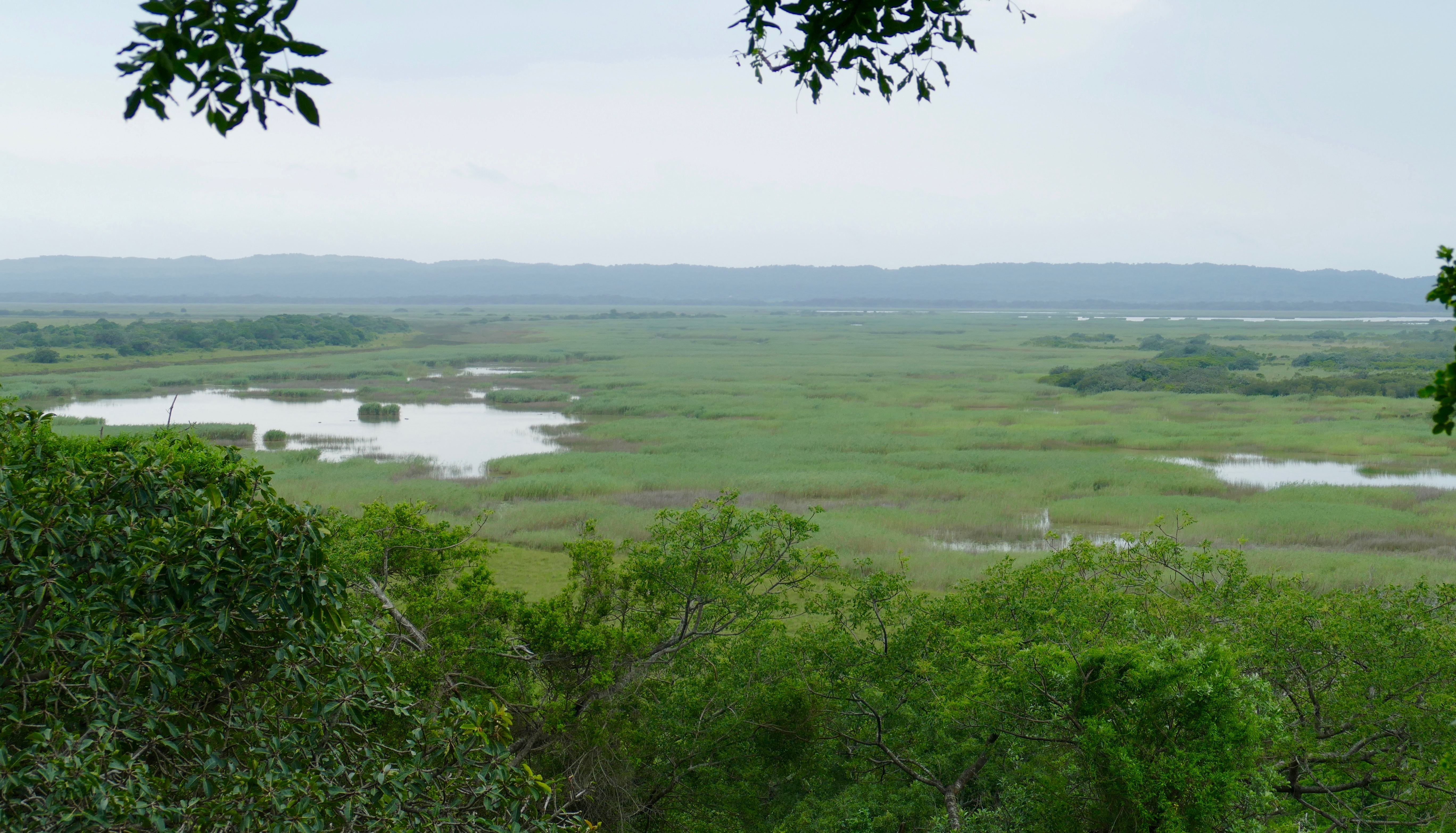
Водно-болотні угіддя іСімангалісо

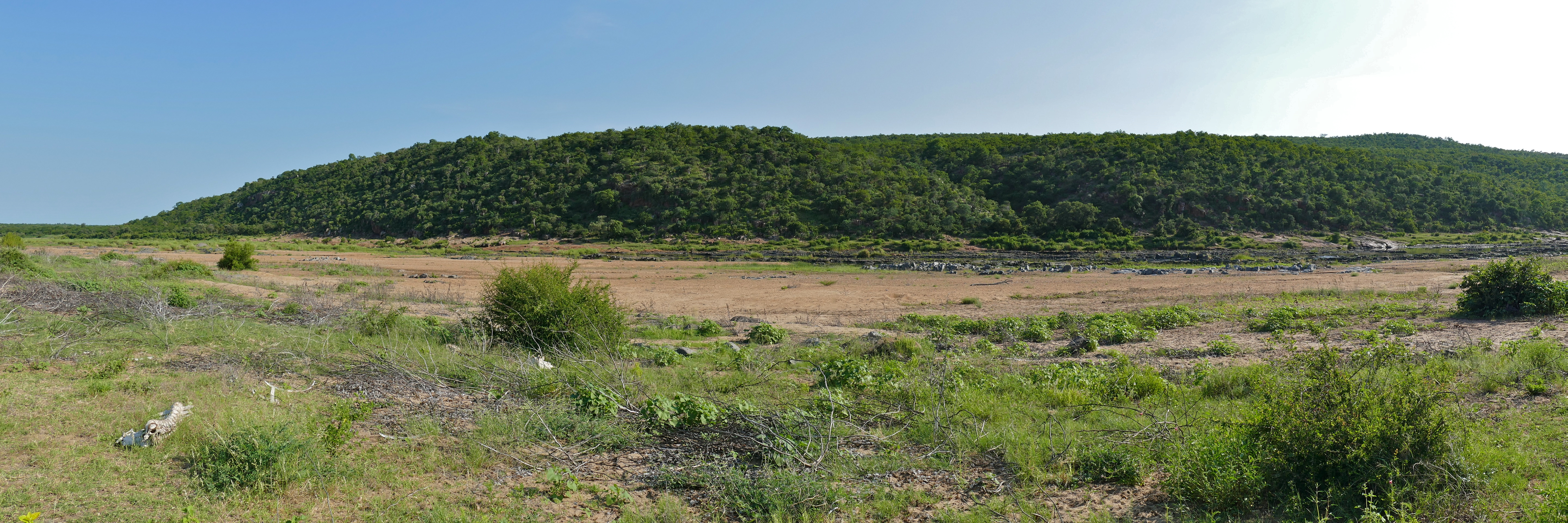
Ліси в горах Лубомбо

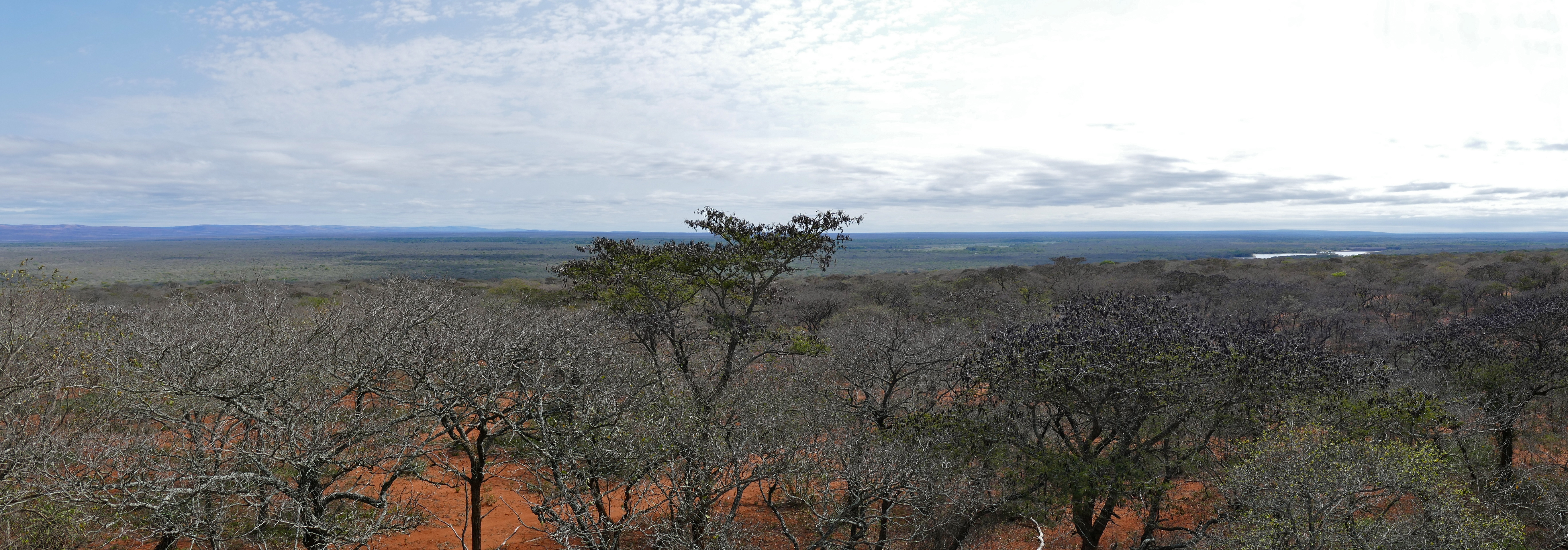
Сухі ліси у заповіднику Мисливський резерват Ндумо (ПАР)

## Географія
Екорегіон прибережних лісів та рідколісь Мапуталенду охоплює регіон Мапуталенд площею близько 30 000 км², розташований у Південній Африці, на території півдня Мозамбіку, сходу Есватіні та східних районів провінції Квазулу-Наталь на сході Південно-Африканської Республіки. Він простягається вздовж узбережжя Індійського океану, від міста Шаї-Шаї, що лежить в гирлі річки Лімпопо (25° пд. ш.) на південь до міста Сент-Люсія та гирла річки Умфолозі (28° пд. ш.). В центрі екорегіону розташоване місто Мапуту, столиця Мозамбіку, населення якої становить понад 1 мільйон осіб. На північ від регіону, за річкою Лімпопо, починаються прибережні ліси та рідколісся Південного Суахілі, а в прибережних районах на південний захід від нього — Квазулу-Капські прибережні ліси.
Рельєф регіону переважно представлений пласкими або дещо горбистими рівнинами, що лежать на висоті близько 150 м над рівнем моря. Уздовж західного краю екорегіону простягяється вузький гірський хребет Лубомбо висотою приблизно 600 м, який відділяє прибережні рівнини від внутрішніх районів Південної Африки. Формування сучасного ландшафту Мапуталенду почалося після того, як територія регіону, основу якої складали стійкі вулканічні ріолітові лави, була різко нахилена на схід під час розколу Гондвани 140 мільйонів років тому. В крейдовому періоді сформувався шар морських осадових порід та конгломератів, який перекрив ріолітову основу та сформував сучасну прибережну рівнину. Починаючи з кінця крейдового періоду рівнини регіону неодноразово оголювалися і занурювалися під воду, оскільки континентальна окраїна півдня Африки згиналася, а рівень Світового океану підіймався та опускався. Морські трансгресії та регресії спричиняли цикли седиментації та ерозії. Морські відклади накопичувалися, після чого руйнувалися та переносилися водою і вітром. Таким чином, більша частина прибережної рівнини Мапуталенду вкрита молодими, неродючими пісками, які формують ланцюги дюнних хребтів, витягнутих з півночі на південь, паралельно сучасній береговій лінії. Найстаріший із них сформувався на межі пліоцену та плейстоцену і безпосередньо прилягає до гір Лубомбо. Вздовж узбережжя простягаються молоді дюни, і процес їх формування подекуди продовжується. Деякі дюни регіону досягають майже 200 м у висоту, і є одними з найвищих вкритих рослинністю дюн у світі.
Екорегіон містить великі ділянки водно-болотних угідь. У голоцені, коли рівень моря підіймався, порізані прибережні річкові долини заповнювалися відкладами, що призвело до формування численних постійних боліт та сезонно затоплюваних водно-болотних угідь, відомих як флей. На півдні регіону розташоване озеро Сент-Люсія площею приблизно 350 км², яке є найбільшим лиманом Африки. На північний схід від нього розташоване озеро Сібаї площею 60 км², найбільше прісноводне озеро ПАР, відділене від океану вузькою смугою дюн. Іншими водно-болотними угіддями регіону є система озер Косі-Бей площею 37 км² та озеро Піті у заповіднику Мапуто. Найбільшими річками регіону є Мапуту разом з притокою Понголою та Мкузе. Ґрунти регіону є родючими, особливо вздовж західного берега річки Понголо.

## Клімат
В прибережній частині екорегіону, де середньорічна кількість опадів перевищує 1000 мм, переважає саванний клімат (Aw за класифікацією кліматів Кеппена), а у внутрішніх районах, де вона становить менше 600 мм, — напівпустельний клімат (BSh за класифікацією Кеппена). В передгір'ях Лубомбо середньорічна кількість опадів становить понад 800 мм. Опади переважно випадають в період з вересня по квітень. Літо спекотне та вологе, а зима прохолодна та суха. Середньорічна температура коливається від 21 °C в передгір'ях Лубомбо до 23 °C в центрі прибережної рівнини, трохи знижуючись до 22 °C на океанічному узбережжі. Вологість в регіоні висока протягом всього року, навіть у більш сухих районах прибережної рівнини, незважаючи на високу швидкість випаровування.

## Флора
Рослинний покрив екорегіону представлений надзвичайно різноманітною та складною мозаїкою лісів, рідколісь, саван, луків та водно-болотних угідь, які відрізняються за видовим складом. У південноафриканській частині екорегіону виділяють щонайменше 15 типів рослинності, кожен з яких характеризується високим рівнем ендемізму.
В горах Лубомбо, особливо в глибоких долинах та на більш вологих південно-східних схилах, ростуть ліси, відкритий лісовий намет в яких розташований на висоті 10-35 м над землею. Серед найбільш поширених дерев, що складають основу цих лісів, слід відзначити зеленолисту донеллу (Donella viridifolia), зубчасте залізне дерево (Homalium dentatum), комбретум Краусса (Combretum kraussii) та різні види фікусів (Ficus spp.), каркасів (Celtis spp.) та стрихносів (Strychnos spp.). У підліску ростуть дерева та великі кущі, зокрема натальський самшит (Buxus natalensis), сріблолиста молочна слива (Englerophytum natalense) та куляста ротманія (Rothmannia globosa). 
Скелясті гірські схили Лубомбо підтримують різноманітну рослинність, залежно від рельєфу, глибини ґрунту та експозиції. Як правило, вона представлена рідколіссями або лісами, основу яких складають чорнуваті сенегалії (Senegalia nigrescens), чорні мавпячі акації (Senegalia burkei), гостроконечні комбретуми (Combretum apiculatum) та круглолисті птерокарпуси (Pterocarpus rotundifolius), які досягають 10-12 м у висоту. Густота трав'яного покриву в підліску цих лісів залежить від глибини ґрунту. Там, де ґрунти неглибокі, ростуть плоскоцвіті алое (Aloe marlothii), різні види фікусів (Ficus spp.) та молочаїв (Euphorbia spp.). На дуже стрімких та кам'янистих схилах ростуть сухі рідколсся, основу яких складають африканські маслини (Olea europaea subsp. cuspidata) та різні види комбретумів (Combretum spp.).
У внутрішній частині екорегіону, на палео-дюнних пісках ростуть унікальні піщані ліси, які містять велику кількість деревних ендеміків. В цих лісах домінують клейстантуси Шлехтера (Cleistanthus schlechteri) та ньютонії Гільдебрандта (Newtonia hildebrandtii), які формують лісовий намет. Також у південноафриканських піщаних лісах ростуть в'язолисті червоносердечники (Hymenocardia ulmoides), найпахучіші псидракси (Psydrax fragrantissima) та кванзенські афцелії (Afzelia quanzensis), а в підліску — лавандолисті кротони (Croton pseudopulchellus) та водяні залізні сливи (Drypetes arguta). Серед ендемічних дерев, що ростуть в піщаних лісах, слід відзначити дрібнолистий гіперкантус (Hyperacanthus microphyllus) та мапуталендський комбретум (Combretum mkuzense).
В ПАР чітко розрізняють більш високий, східний тип лісів, що росте на білих або жовтих пісках, та більш низький, західний тип лісів, що росте на червоних пісках. Насправні піщані ліси часто зустрічаються ізольованими ділянками, оточеними відкритою саваною. Серед дерев, що ростуть у цій савані, слід відзначити сріблясту терміналію (Terminalia sericea), мадагаскарський стрихнос (Strychnos madagascariensis), колючий стрихнос (Strychnos spinosa), чорну мавпячу акацію (Senegalia burkei) та оксамитоволистий комбретум (Combretum molle), а серед трав, — різні види арістіди (Aristida spp.), пальчатки (Digitaria spp.), темеди (Themeda spp.), хвіст-трави (Urochloa spp.), погонатрії (Pogonarthria spp.) та перотіса (Perotis spp.). На схід від поясу піщаних лісів савани ущільнюються, перетворюючись у рідколісся та ліси. Окрім вищезгаданих порід дерев, в цих лісах також поширені пласкі альбіції (Albizia adianthifolia), шербетові дерева (Dialium schlechteri), кванзенські афцелії (Afzelia quanzensis) та пальми лала (Hyphaene coriacea). Могутні акації (Vachellia robusta) та дерево тамботі (Spirostachys africana), як правило, зустрічаються в низинних районах.
У деяких частинах екорегіону зустрічається пальмовий вельд. Він представлений трав'янистими луками, основу яких складають різні види темеди (Themeda spp.), гусятника (Eragrostis spp.), арістіди (Aristida spp.) та перотіса (Perotis spp.), по яким розкидані невисокі пальми лала (Hyphaene coriacea). У пальмовому вельді також зустрічаються деякі інші види дерев, зокрема похилі фінікові пальми (Phoenix reclinata), дзвоникові мімози (Dichrostachys cinerea) та мадагаскарські стрихноси (Strychnos madagascariensis). У заболочених западинах флей переважають трави та осоки, тоді як на височинах та серед старих термітників часто ростуть дерева. Ближче до узбережжя пальмовий вельд переходить у відкриті луки, на яких переважають купини темеди (Themeda spp.), триколоса (Tristachya spp.), шорсткоборідника (Trachypogon spp.) та арістіди (Aristida spp.). У западинах частіше зустрічаються рослини, що мають кореневища або столони, зокрема трава лімпо (Hemarthria altissima), різні види ішемума (Ischaemum spp.) та двоколосника (Paspalum spp.). Ближче до узбережжя починають зустрічатися сливи мобола (Parinari curatellifolia) та інші невисокі дерева та чагарники. Там, де луки переходять у дюнні ліси, більш поширеними стають такі дерева, як серцеподібні сизигіуми (Syzygium cordatum) та натальські червоні дерева (Trichilia emetica).
На прибережних дюнах та вздовж них ростуть густі ліси різної висоти. На зверненій до моря стороні дюн ростуть невисокі хащі, в яких переважають кафрські мімузопси (Mimusops caffra), натальські еуклеї (Euclea natalensis) та круглолиста хурма (Diospyros rotundifolia). У захищених від солоного вітру місцевостях ростуть більш різноманітні ліси, лісовий намет в яких розташований на висоті 30 м над землею. Серед дерев, що складають основу цих лісів, слід відзначити інхакську хурму (Diospyros inhacaensis), африканську білу грушу (Apodytes dimidiata), африканський каркас (Celtis africana), лісову залізну сливу (Drypetes gerrardii), буйволову колючку (Ziziphus mucronata), різні види стрихносів (Strychnos spp.) та фікусів (Ficus spp.).
Флора екорегіону вирізняється високим видовим різноманіттям та рівнем ендемізму. Загалом в регіоні зустрічається від 2500 до 3000 видів судинних рослин, з яких принаймні 225 видів та підвидів є ендемічними або майже ендемічними. В ПАР на території екорегіону зустрічаються 26 рідкісних, ендемічних або майже ендемічних видів рослин, що перебувають під загрозою зникнення, з яких лише 18 видів ростуть на природоохоронних територіях. Для багатьох тропічних видів територія екорегіону є південною межею поширення. Більшість рослин та тварин регіону мають афротропічне походження, а ендемічні таксони, здається, виникли відносно нещодавно. Доказом цього є велика кількість внутрішньовидових ендеміків та молодий вік більшої частини піщаної прибережної рівнини, яка утворилася менше 1 мільйона років тому.

## Фауна
В межах екорегіону зустрічається понад 100 видів ссавців, хоча ендемічні або майже ендемічні види серед них відсутні. Особливе значне для природи екорегіону відіграють саванні слони (Loxodonta africana), які раніше могли вільно пересуватися через територію регіону на великі відстані. Наразі кілька стад слонів живуть переважно в межах заповідників, таких як заповідник Тембе. Серед інших поширених в екорегіоні ссавців слід відзначити південного білого носорога (Ceratotherium simum simum), південно-центрального чорного носорога (Diceros bicornis), африканського буйвола (Syncerus caffer), бурчеллову зебру (Equus quagga burchellii), звичайного бегемота (Hippopotamus amphibius), південну жирафу (Giraffa giraffa), великого куду (Tragelaphus strepsiceros), гривасту ньялу (Tragelaphus angasii), смаглявого коба (Kobus ellipsiprymnus), південного бушбока (Tragelaphus sylvaticus), велику редунку (Redunca arundinum), натальського дуїкера (Cephalophus natalensis), африканського бородавочника (Phacochoerus africanus), верветку (Chlorocebus pygerythrus), блакитну мартишку (Cercopithecus mitis), ведмежого павіана (Papio ursinus), натальського кролика (Pronolagus crassicaudatus) та африканського трубкозуба (Orycteropus afer). Серед великих хижих ссавців, що зустрічаються в регіоні, слід відзначити лева (Panthera leo), африканського леопарда (Panthera pardus pardus), південноафриканського гепарда (Acinonyx jubatus jubatus) та плямисту гієну (Crocuta crocuta), а серед дрібних хижаків — смугастого шакала (Lupulella adusta), чепрачного шакала (Lupulella mesomelas), сервала (Leptailurus serval), африканську цивету (Civettictis civetta) та смугастого мунго (Mungos mungo), 
Орнітофауна екорегіону також вирізняється високим різноманіттям і нараховує понад 470 видів птахів. Серед поширених в регіоні птахів слід відзначити натальського турача (Pternistis natalensis), південного токо (Tockus rufirostris), червонолобого барбіона (Pogoniulus pusillus), буроголового папугу-довгокрила (Poicephalus cryptoxanthus), південного гонолека (Laniarius ferrugineus), південну синицю (Melaniparus niger), смугастоволу алондру (Calendulauda sabota), натальського жовточеревця (Chlorocichla flaviventris), капського окулярника (Zosterops virens), капського мерла (Lamprotornis nitens), натальську альзаколу (Cercotrichas signata) та блідого горобця (Passer diffusus). Майже ендемічними представниками екорегіону є мозамбіцькі маріки (Cinnyris neergaardi), білоброві нікорники (Apalis ruddi), рожевоволі перлистики (Hypargos margaritatus) та жовтоволі щедрики (Crithagra citrinipectus). Також ендемічними або майже ендемічними представниками регіону є близько 43 підвидів різних видів птахів. Ендемізм також виражений серед інших представників фауни регіону. В Мапуталенді загалом зустрічається близько 112 видів плазунів, 45 видів амфібій та 67 видів прісноводних риб, з яких 23 види плазунів, 1 вид амфібій та 8 видів риб є ендеміками.

## Збереження
Оцінка 2017 року показала, що 4480 км², або 15 % екорегіону, є заповідними територіями. Природоохоронні території включають: Парк водно-болотних угідь іСімангалісо, Мисливський резерват уМкхузе, Мисливський резерват Ндумо та Слоновий парк Тембе в ПАР, а також Спеціальний заповідник Мапуту у Мозамбіку. Планується створення великої транскордонної природоохоронної зони Лубомбо. У 1999 році Парк водно-болотних угідь іСімангалісо був внесений до списку Світової спадщини ЮНЕСКО.